# Comtesse Donelli
Pour plus de détails, voir Fiche technique et Distribution.
Comtesse Donelli (titre original : Gräfin Donelli) est un film allemand réalisé par Georg Wilhelm Pabst, sorti en 1924. Il s'agit d'un film perdu.

## Synopsis
À la suite du décès de son époux, qui était un coureur de jupons, la comtesse Donelli se retrouve fortement endetté. Ernst Hellwig, le secrétaire de son oncle, le consul Bergheim, va alors décider de détourner des fonds du Trésor pour l’aider avec ses problèmes financiers.

## Fiche technique
- Titre original : Gräfin Donelli
- Titre français : Comtesse Donelli
- Réalisation : Georg Wilhelm Pabst
- Scénario : Hans Kyser
- Photographie : Guido Seeber
- Production : Paul Ebner et Maxim Galitzenstein
- Pays d'origine : Allemagne  République de Weimar
- Format : Noir et blanc - 1,33:1 - Film muet
- Date de sortie : 1924

## Distribution
- Henny Porten : Mathilde, comtesse Donelli
- Paul Hansen : Graf Donelli
- Friedrich Kayßler : Graf Bergheim
- Ferdinand von Alten : Baron von Trachwitz
- Eberhard Leithoff : Hellwig